# Гавронкі (Ленчицький повіт)
Гавронкі (пол. Gawronki) — село в Польщі, у гміні Ленчиця Ленчицького повіту Лодзинського воєводства.
У 1975-1998 роках село належало до Плоцького воєводства.